# Rally di Monte Carlo 1997
L'edizione numero 65 del Rally di Monte Carlo è stata la gara d'apertura del Campionato Mondiale Rally del 1997.
Considerato il rally più famoso del mondo, questa edizione si è disputata dal 17 al 23 gennaio 1997 sulle strade dell'entroterra monegasco.
Questa edizione aggiunge al solito fascino dell'esordio stagionale la novità dell'introduzione delle World Rally Car, la nuova categoria regina del rallismo.
Alla vigilia i favoriti sono la Mitsubishi con la nuova Lancer Evo IV ancora fedele al vecchio regolamento del gruppo A con alla guida il finlandese campione del mondo in carica, Tommi Mäkinen.
A sfidarli la Subaru con la nuova Impreza WRC guidata dal funambolico scozzese Colin McRae e dall'italiano Piero Liatti e la Ford con l'Escort WRC per lo spagnolo Carlos Sainz e il tedesco Armin Schwarz.

## La gara
La gara era divisa in 18 prove speciali divise in quattro tappe, anche se la prima giornata consiste solo in una prova di circa 3 km sulle stradine del principato ricalcando il percorso del Gran Premio di Formula 1. La prova, molto scivolosa per la pioggia, vede i big che si risparmiano lasciando strada all'outsider belga Freddy Loix che con una Toyota Celica vince diventando il primo leader.
La gara vera parte il giorno dopo, con la carovana che si trasferisce nella regione francese dell'Ardèche. Il meteo è molto variabile, con neve, pioggia, ghiaccio e nebbia. Le prime due prove sono favorevoli a Carlos Sainz che prende il comando della gara davanti a Makinen con il duo Subaru in difficoltà per un'errata scelta di gomme. Nella quarta prova c'è il riscatto di Liatti che vince riportandosi in scia ai due battistrada. Nella prova speciale numero 5 si rivede Loix che era rimasto attardato che vince davanti a Makinen che si porta a soli 2" da Sainz e si registra l'incidente di McRae che centra un muro di neve perdendo quasi 2 minuti. La tappa si conclude con la vittoria di Liatti nell'ultima prova con un buon margine di vantaggio.

## Il podio
| Pilota        | Tempo        | Vettura                 |
| ------------- | ------------ | ----------------------- |
| Piero Liatti  | (4h:26m:58s) | Subaru Impreza WRC      |
| Carlos Sainz  | (4h:27m:53s) | Ford Escort WRC         |
| Tommi Mäkinen | (4h:29m:29s) | Mitsubishi Lancer Evo 4 |